# Mladen Stojanović
Mladen Stojanović (...) è un ex giocatore di football americano serbo, che ha giocato nel ruolo di offensive lineman.